# Kultjägarna
Kultjägarna (Relic Hunter) är en brittisk/kanadensisk TV-serie från 1999 till 2002 på 66 avsnitt med Tia Carrere och Christien Anholt i huvudrollerna. Även Lindy Booth medverkade i de två första säsongerna och ersattes av Tanja Reichert inför den tredje.

## Handling
Serien kretsar kring Sydney Fox (Tia Carrere) som är en okonventionell och äventyrslysten historielärarinna. Hon är specialiserad på att leta efter skatter och försvunna föremål för museer och bestulna privatpersoner för att återlämna dem till sina rättmätiga ägare igen. Det är ett jobb som tar Sydney och hennes brittiske lärarassistent Nigel Bailey (Christien Anholt) till diverse märkliga platser runt om i världen.
Tack vare Sydneys goda anseende och unika kunskaper får hon hela tiden nya uppdragsgivare som hoppas på att kunna dra fördel av hennes förmåga att spåra upp det som andra inte kan hitta.
När det gäller att uttolka gamla manuskript och forska i litteraturen är Nigel ovärderlig, men att resa runt i världen, ducka för vinande kulor och krypa fram genom mörka tunnlar är han inte alls lika intresserad av. Och ibland utsätter han både sig själv och Sydney för stora faror på grund av sin oförsiktighet där de båda blir jagade på liv och död.

## Rollerna
- Tia Carrere - Sydney Fox (66 avsnitt, 1999-2002)
- Christien Anholt - Nigel Bailey (65 avsnitt, 1999-2002)
- Lindy Booth - Claudia (44 avsnitt, 1999-2001)
- Tanja Reichert - Karen Petrusky (22 avsnitt, 2001-2002)
- Juan Carlos Velis - The Voice (6 avsnitt, 2000-2002)
- Louis Mandylor - Derek Lloyd (4 avsnitt, 1999-2001)

## DVD-utgåvor
- Seriens första säsong släpptes på två stycken DVD-boxar den 30 juni 2010.